# Воронцовка (Екатериновский район)
Воронцо́вка — село в составе Андреевского сельского поселения Екатериновского района Саратовской области.

## География
Расположено на берегу реки Еланки, в 140 километрах к северо-западу от Саратова и 27 километрах к северу от пгт. Екатериновка. С районным центром Воронцовка связана асфальтированной дорогой. Ближайшие железнодорожные станции — Сердобск и Екатериновка.
Климат умеренно континентальный. Зима в Воронцовке умеренно холодная и длительная, длится с начала ноября по конец марта, самый холодный месяц — февраль со средней температурой −9,1 °C. Лето жаркое, длится с конца мая по начало сентября, средняя температура июля +22 °C. Среднегодовая температура 5,5 °C. Годовое количество осадков 482 мм, в зимний период выпадают преимущественно в виде снега. Преобладают южные юго-восточные и юго-западные ветры.
Особое сельскохозяйственное значение представляют ценные обыкновенные и южные чернозёмы.
Воронцовка находится в часовой зоне МСК+1 (самарское время). Смещение применяемого времени относительно UTC составляет +4:00.

## История
Воронцовка основана графом Воронцовым в 1694 году (по другой версии — в 1705 году). Получив от царя Петра Первого здешние земли, он переселил сюда двадцать крестьянских семей из Орловской губернии. Воронцовку также населяли крестьяне-дарственники помещицы Шуваловой, переселенцы из Рязанской губернии. С рождением у графа Воронцова сына появилось селение Александрово-Воронцовка (или Александровка). Часть своих владений Воронцов продал Ширинкину и другим помещикам. Они также привозили сюда крестьян из своих владений, в частности, из Рязанской губернии. На реке Еланке возникли новые селения — д. Алексеевка (по другим данным Лачиновка), д. Сестренки, д. Хотяновка, д. Николаевка, д. Тюпинка (по другим данным д. Тюпино, д. Никольское), д. Казаковка.
В Воронцовской волости насчитывалось восемь поселений. До наших дней сохранились только с. Воронцовка и д. Николаевка.
В XIX веке через село проходил просёлочный тракт из Сердобска в Аткарск. В канун отмены крепостного права в Воронцовке насчитывалось 203 двора, 806 мужчин и 898 женщин, работали православная церковь и 20 мельниц. Административно село являлось центром Воронцовской волости Сердобского уезда Саратовской губернии. В 1886 году в Воронцовке в 280 домохозяйствах проживали 952 мужчины (138 грамотных) и 960 женщин. Кроме того к селу были приписаны 10 постоянно отсутствовавших семей, посторонних жителей насчитывалось 6 дворов (31 человек). До реформы 1861 года воронцовские крестьяне платили по 8 рублей оброка с души. На волю вышли от графини Шуваловой, после чего сначала были временнообязанными, платя по 4 рубля оброка с души, а затем получили по собственному желанию дарственный надел у южной окраины села (всего 752 десятины удобной земли, из которых 415 отводили под пашню, кроме того имелось 223 десятины купленной пашни). Почвы в распоряжении крестьян были преимущественно чернозёмные и реже суглинистые. Выгон имелся небольшой и пастбища как правило арендовались у соседнего землевладельца. Сеяли в основном рожь, также овёс, полбу, гречиху и в малых количествах просо, горох и подсолнечник. Озимую пшеницу пытались выращивать в крепостную эпоху, но урожай всякий раз был плохой. Землю пахали трёх- и двухконными плугами, деревянные части для которых изготавливали местные умельцы, а железные закупались на стороне. Всего плугов насчитывалось 153, кроме того в хозяйстве использовали 273 сохи, 454 транспортных орудия, молотилку и веялку. Рабочих лошадей держали 570, жеребят — 153, коров — 240, телят — 229, овец — 1650, свиней — 95. Дома в селе были деревянные, крытые соломой. Топили исключительно соломой. В Воронцовке в тот период жили и работали бондарь, три валяльщика обуви, четыре сапожника, трое портных, скотопромышленник (перепродавал мясо в солёном виде, имел двух рабочих), два коновала, 20 пастухов и подпасков, пять овчинников (три домохозяина имели свои овчинные заведения), два владельца дранок, три кузнеца, владелец маслобойки, 23 мельника, два приказчика, 13 поденщиков, 12 плотников, 55 работников, три сторожа и два караульщика, два ямщика, два торговца, староста, старшина, три десятника, полицейский сотник. Общественное зерно ссыпали в деревянный магазин. Волостная касса работала с 1868 года. Кроме того имелись 9 пасек на 76 ульев, 29 промышленных заведений, кабак и две лавки. Мужское земское училище открылось в январе 1878 года, женская церковно-приходская школа — 1 (13) ноября 1892 года. В Первую русскую революцию воронцовские крестьяне участвовали в выступлениях против помещиков и погромах усадеб. По сведениям 1910 года в Воронцовке насчитывалось 405 дворов, 1172 мужчины и 1158 женщин. Помимо церкви и двух школ также работала почтовая контора. Базары проводились по вторникам, ярмарки собирались два раза в год: 29 августа и в день Преполовения. Надельной земли у крестьян было 362 десятины, арендованной — 2343. Половину посевов занимал овёс, треть — рожь, остальное отводили под просо и пшеницу. Рабочего скота держали 570 голов (в том числе 25 верблюдов), молочного — 413, гулевого — 491, мелкого — 1162. Железных плугов имелось 276, жнеек — 14, молотилок — 36, веялок — 86.
При Советской власти село стало центром Воронцовского сельсовета. В 1929 году был организован первый колхоз «Пробуждение», в 1937 году его разделили на два: колхоз имени Кирова и колхоз «День урожая». Потом хозяйство укрупнили, создался крупный колхоз имени Фрунзе, в котором насчитывалось 1800 человек. Во второй половине XX столетия село входило в число наиболее богатых и благополучных в районе и продолжало оставаться центром одноимённого сельсовета и центральной усадьбой колхоза имени Фрунзе. В середине семидесятых годов прошлого века у многих жителей в собственности имелись легковые автомобили, тяжелые мотоциклы. Об этом в те годы не раз публиковались статьи и информационные материалы в газете Екатериновского района «Слава труду». Современная школа открылась в октябре 1968 года.
Перестройка внесла свои негативные коррективы, колхоз имени Фрунзе сначала был реорганизован в СХПК, а в конце 90-х г.г. разделилось на ряд крестьянско-фермерских хозяйств. Самое крупное и крепкое из них, главный преемник бывшего коллективного хозяйства — СПК «Воронцовский». По сведениям 2010 года в Воронцовке проживают 170 мужчин и 184 женщины. Работают средняя общеобразовательная школа, детский сад «Василёк», дом культуры, фельдшерско-акушерский пункт, отделение связи, два магазина.

## Достопримечательности
Здание Свято-Никольского храма — старейший сохранившийся памятник истории и культуры на территории Екатериновского района. По архивным документам в 1812 году (по другим данным — в 1826 году) тщанием прихожан в Воронцовке была построена отапливаемая двухпрестольная каменная церковь (главный престол — во имя святителя Николая Чудотворца, в приделе — в честь Покрова Пресвятой Богородицы) с каменной колокольней. 18-метровый храм был возвед`н на самой высокой точке села и виден со всей округи. Вокруг церкви была выстроена кирпичная ограда, за которой хоронили священнослужителей. В штате причта состояли священник, диакон и псаломщик, проживавшие в церковных домах. При храме имелись деревянные сторожка и женская приходская школа, кроме того к приходу была приписана домовая церковь во имя Иоанна Предтечи в доме помещицы А. Н. Найдёновой в деревне Михайловка. Мимо проходила вымощенная кирпичом конная дорога по мосту через Еланку в сторону уездного города Сердобска (ныне административный центр Сердобского района Пензенской области), до которого от Воронцовки 23 километра. В 1929 году во время коллективизации церковь была закрыта, с неё сняли колокола (причем один из них разбили), с купола и колокольни — кресты. Железо, покрывавшее кровлю храма, было передано в колхоз. С 1930-х годов церковь использовалась как складское помещение. Почти разрушенная церковь сохранилась до настоящих дней. В настоящее время ведутся работы по восстановлению храма.
Другой достопримечательностью Воронцовки является памятник односельчанам, павшим в сражениях Великой Отечественной войны. В боях Великой Отечественной войны погибло 200 жителей Воронцовки.

## Фото

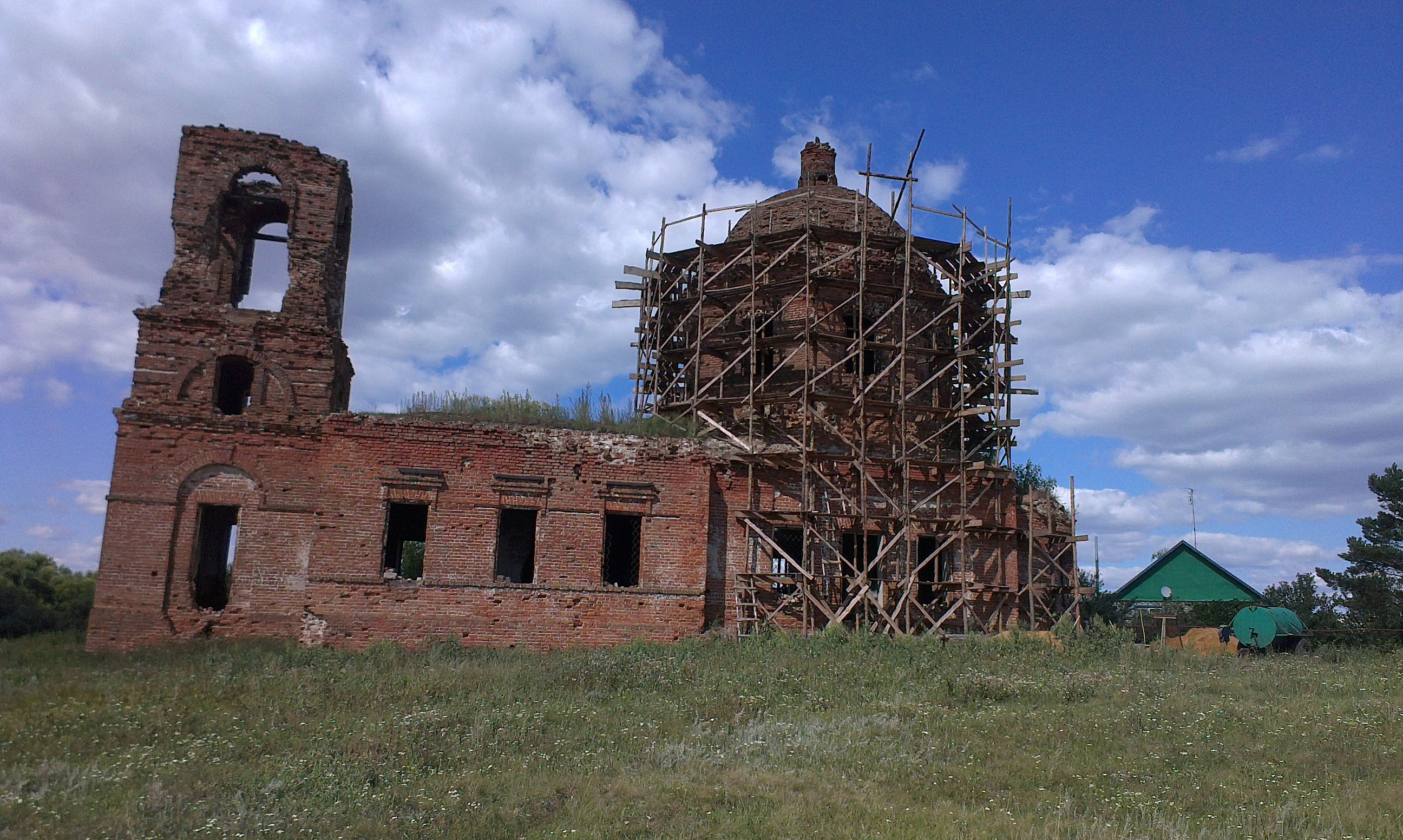
Свято-Никольский храм с. Воронцовка. 2015 г.
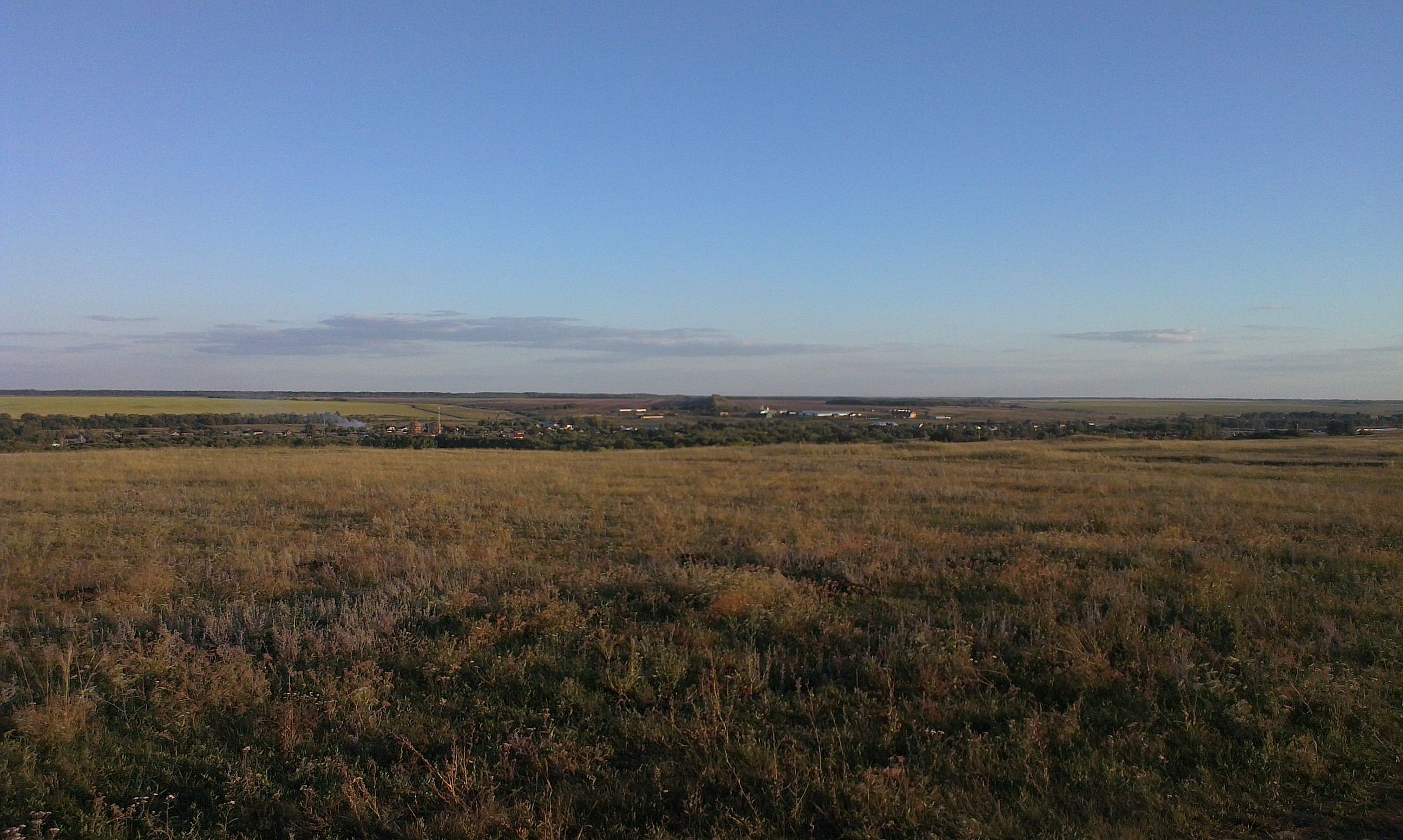
Панорама с. Воронцовка (вид со стороны г. Сердобск)